# Biskupiec
Biskupiec (lub Biskupiec Reszelski; niem. Bischofsburg) – miasto w Polsce, w województwie warmińsko-mazurskim, w powiecie olsztyńskim, siedziba gminy miejsko-wiejskiej Biskupiec. Miasto położone jest na Pojezierzu Olsztyńskim nad rzeką Dymer.
Według danych GUS z 1 stycznia 2024 r. Biskupiec liczył 9924 mieszkańców.
Biskupiec leży na historycznej Warmii, na obszarze średniowiecznego pruskiego terytorium plemiennego Galindii.
Lokalny ośrodek przemysłowy, ośrodek wypoczynkowy (m.in. jezioro Kraksy na południowym krańcu miasta); drobny przemysł poligraficzny, drzewny, odzieżowy, mięsny, browar (nieczynny).

## Historia
Miasto powstało na bazie osady przy strażnicy biskupów warmińskich. Biskupi zamek graniczny Bischofsburg powstał ok. 1374, pierwotnie był budowlą drewniano-ziemną, a później murowaną. Pierwsza wzmianka w zachowanych dokumentach o zamku w Biskupcu pochodzi z 1389. Budowla miała strzec trasy Warszawa-Królewiec. Zamek w Biskupcu uległ całkowitemu zniszczeniu w czasie wojny trzynastoletniej.
Prawa miejskie (chełmińskie) dla Biskupca nadał biskup Henryk Sorbom 17 października 1395. Zasadźcą Biskupca był Jan z Mokin (wieś koło Olsztyna). Po założeniu miasta mieszkańcy otrzymali zwolnienie od podatków na okres 12 lat. Biskupiec otoczony był murem obronnym i posiadał dwie bramy miejskie: Szczycieńską i Reszelską. Miasto nawiedzały często klęski – pożary i zniszczenia wojenne (m.in. w czasie wojny głodowej w 1414 r. miasto znacznie zniszczono podczas przemarszu wojsk polsko-litewskich, podczas walk w latach 1455–1463 zniszczeniu uległ zamek i wiele budynków mieszkalnych, w latach wojny polsko-krzyżackiej (1519–1521), a w 1659 r. spalili je Brandenburczycy). Na początku XVIII wieku grasowała tu epidemia dżumy. W czasie wojny siedmioletniej w Biskupcu przebywali żołdacy pruscy i rosyjscy.
Biskupiec przed reformacją był siedzibą jednego z czternastu archiprezbiteratów (dekanatów) w diecezji warmińskiej. W 1454 Biskupiec dołączył do Związku Pruskiego, na prośbę którego król Kazimierz IV Jagiellończyk ogłosił wcielenie regionu wraz z miastem do Korony Polskiej. Przynależność miasta i Warmii do Polski potwierdzono w 1466 w pokoju toruńskim kończącym wojnę trzynastoletnią. W wyniku I rozbioru Polski w 1772 miasto zagarnęły Prusy.
Według sprawozdania biskupieckiego proboszcza z 1797 r. z 200 dzieci uczęszczających na naukę religii, tylko 20 uczyło się języka niemieckiego. Nowe nadzieje rozpaliła w mieszkańcach epoka napoleońska. W roku 1807, a następnie w 1812 (maju i czerwcu) w mieście stacjonowały wojska francuskie zmierzające w stronę Moskwy. Pobyt żołdaków wiązał się z dużymi stratami, jakie miasto poniosło w wyniku kontrybucji. Po klęsce Napoleona na krótko zajęli miasto Rosjanie. W 1862 miasto zostało siedzibą powiatu.
W 1882 r. w odpowiedzi na akcję germanizacyjną władz pruskich utworzono w mieście bibliotekę polską Towarzystwa Czytelni Ludowych. Według raportu rejencji królewieckiej z 1897 r. w powiecie reszelskim (biskupieckim), jak i w całej południowej Warmii i części Mazur, 75% dzieci porozumiewało się po polsku.
Pod koniec XIX w. Biskupiec uzyskał połączenie kolejowe z Czerwonką, Mrągowem i Szczytnem. W latach 1862–1975 Biskupiec był siedzibą powiatu reszelskiego. Uprzemysłowienie miasta nastąpiło w drugiej połowie XIX wieku – w 1885 uruchomiono browar i inne zakłady przemysłowe. W 1899 r. w Biskupcu powstał garnizon. W 1910 r. otwarto w mieście elektrownię.
Wynik plebiscytu na Warmii i Mazurach w 1920 r. okazał się niekorzystny dla Polski, w tym samym roku miał miejsce brutalny napad miejscowych Niemców na polską trupę teatralną. W okresie międzywojennym działały w Biskupcu liczne organizacje polskie.
W czasie ostatniej wojny Niemcy utworzyli w Biskupcu obozy dla jeńców wojennych (Polaków, Francuzów i Rosjan). Jeden z nich znajdował się w pobliżu jeziora Kraksy. Gdy w 1945 r. miasto ponownie znalazło się w granicach Polski, zniszczenia zabudowy sięgały 50 procent, niektórych budynków nigdy nie odbudowano. W 1946 urzędowo zatwierdzono obecną nazwę. Do 1954 roku siedziba gminy Rzeck. W czasach Polski Ludowej w mieście pracował duży tartak, fabryka mebli, zakłady graficzne oraz mleczarnia.
W latach 1975–1998 miasto administracyjnie należało do województwa olsztyńskiego.

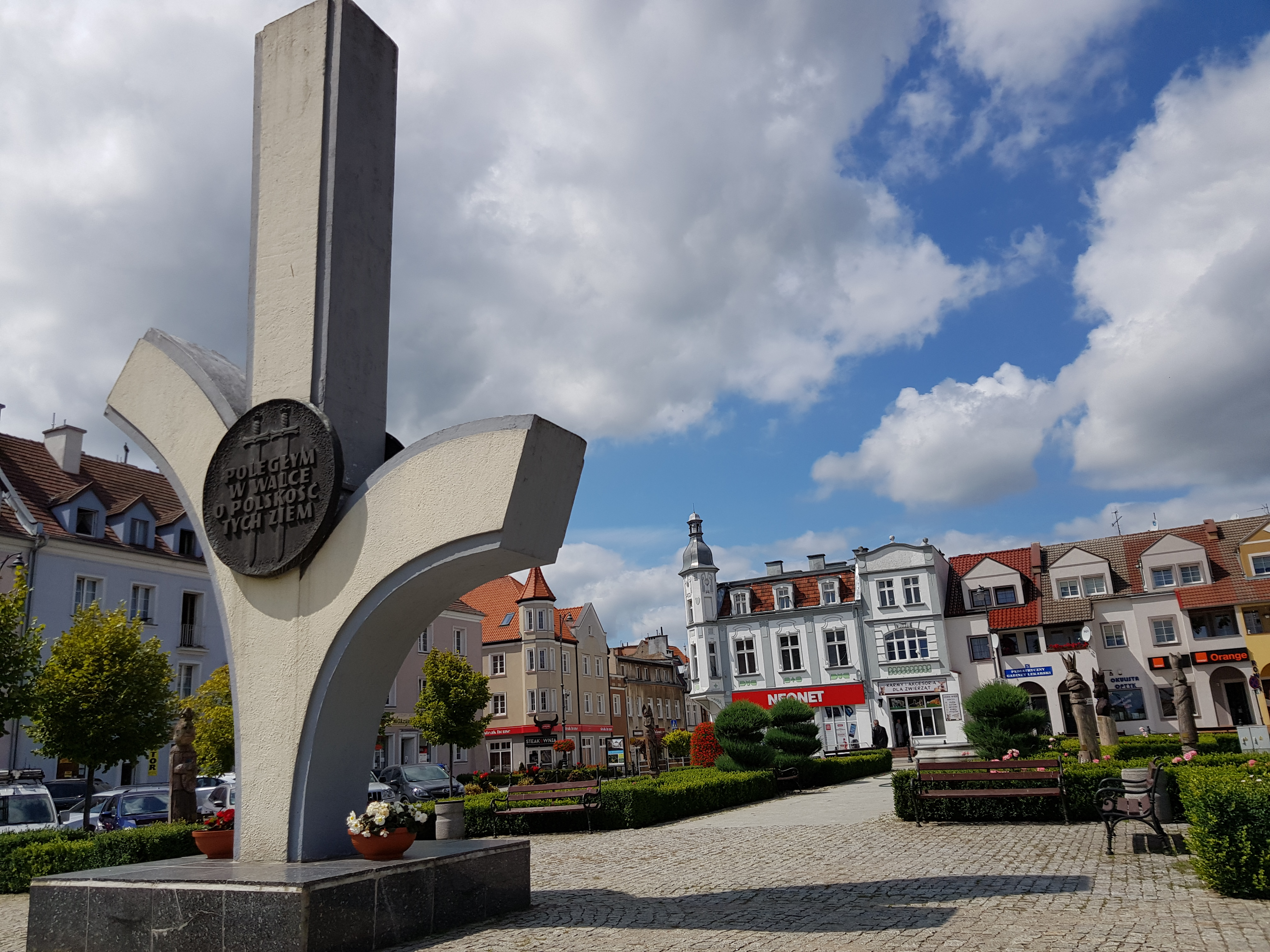
Plac Wolności

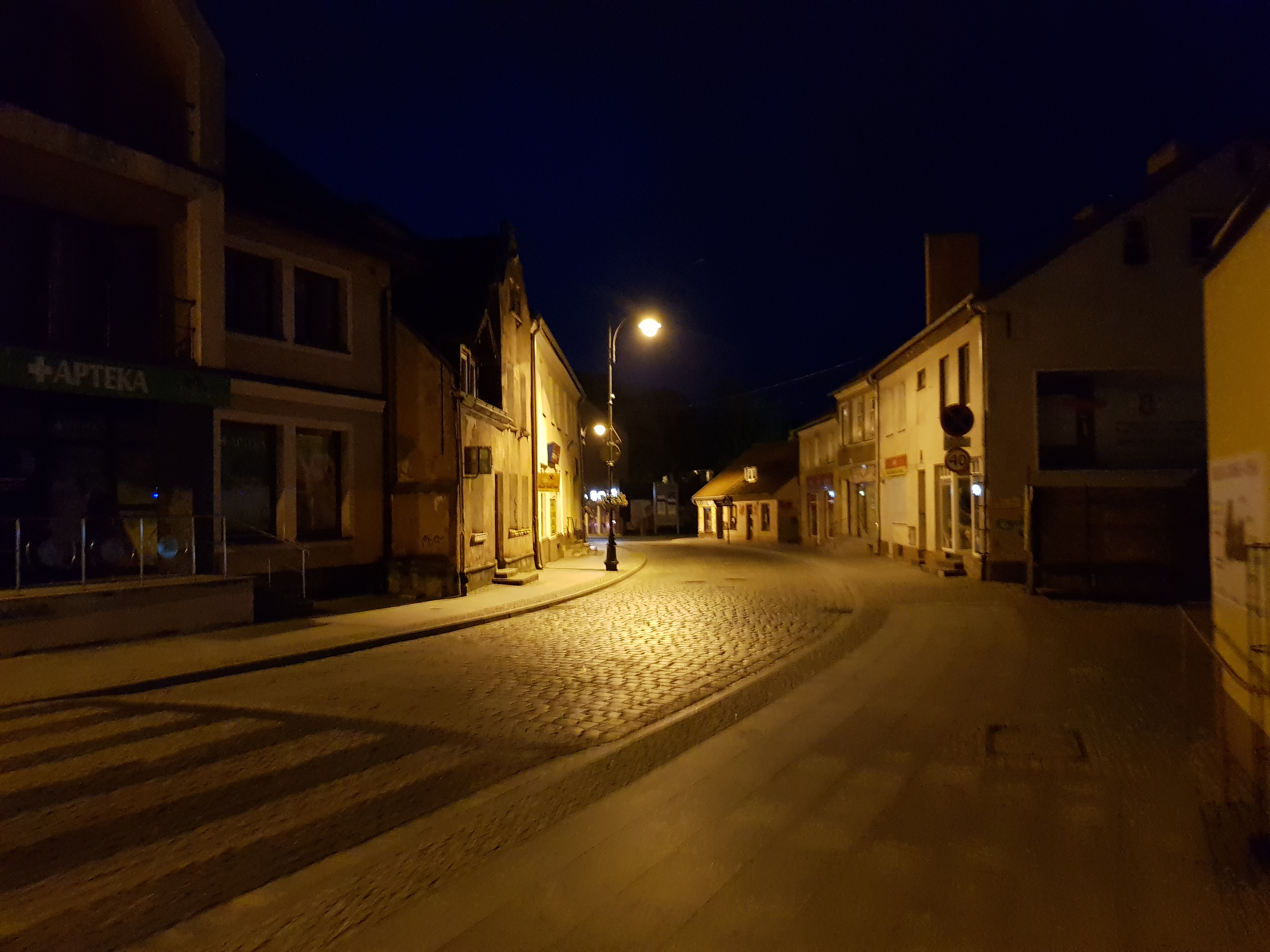
Ulica 1 Maja w Biskupcu

## Demografia

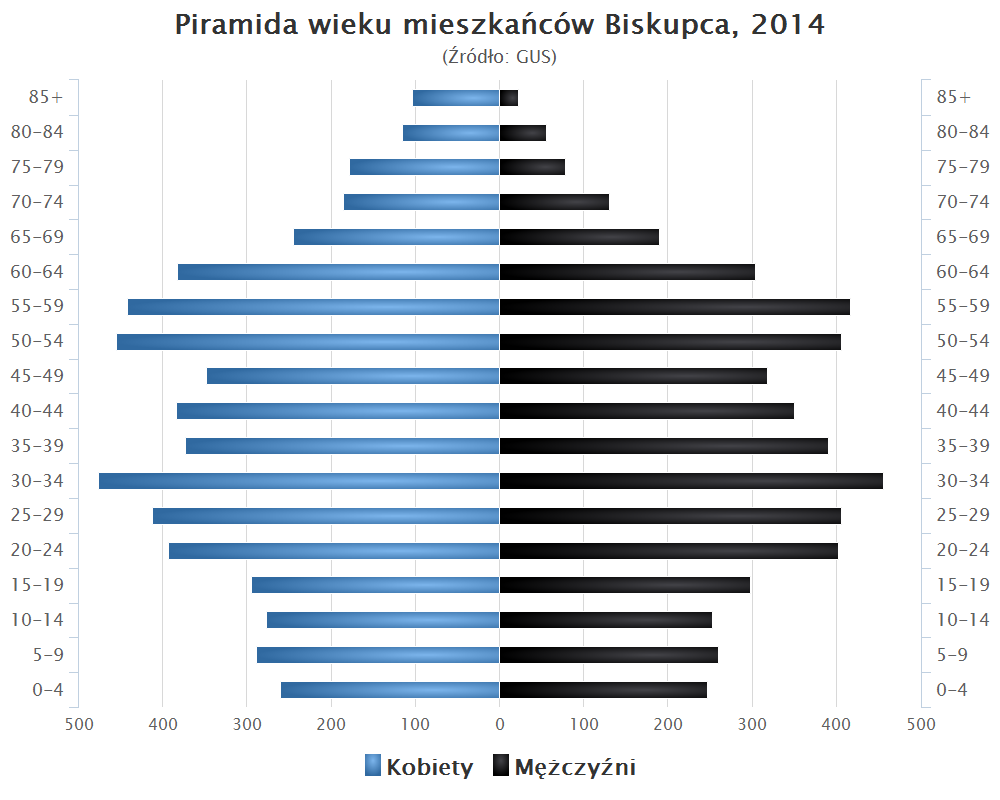
Piramida wieku mieszkańców Biskupca w 2014 roku

## Zabytki

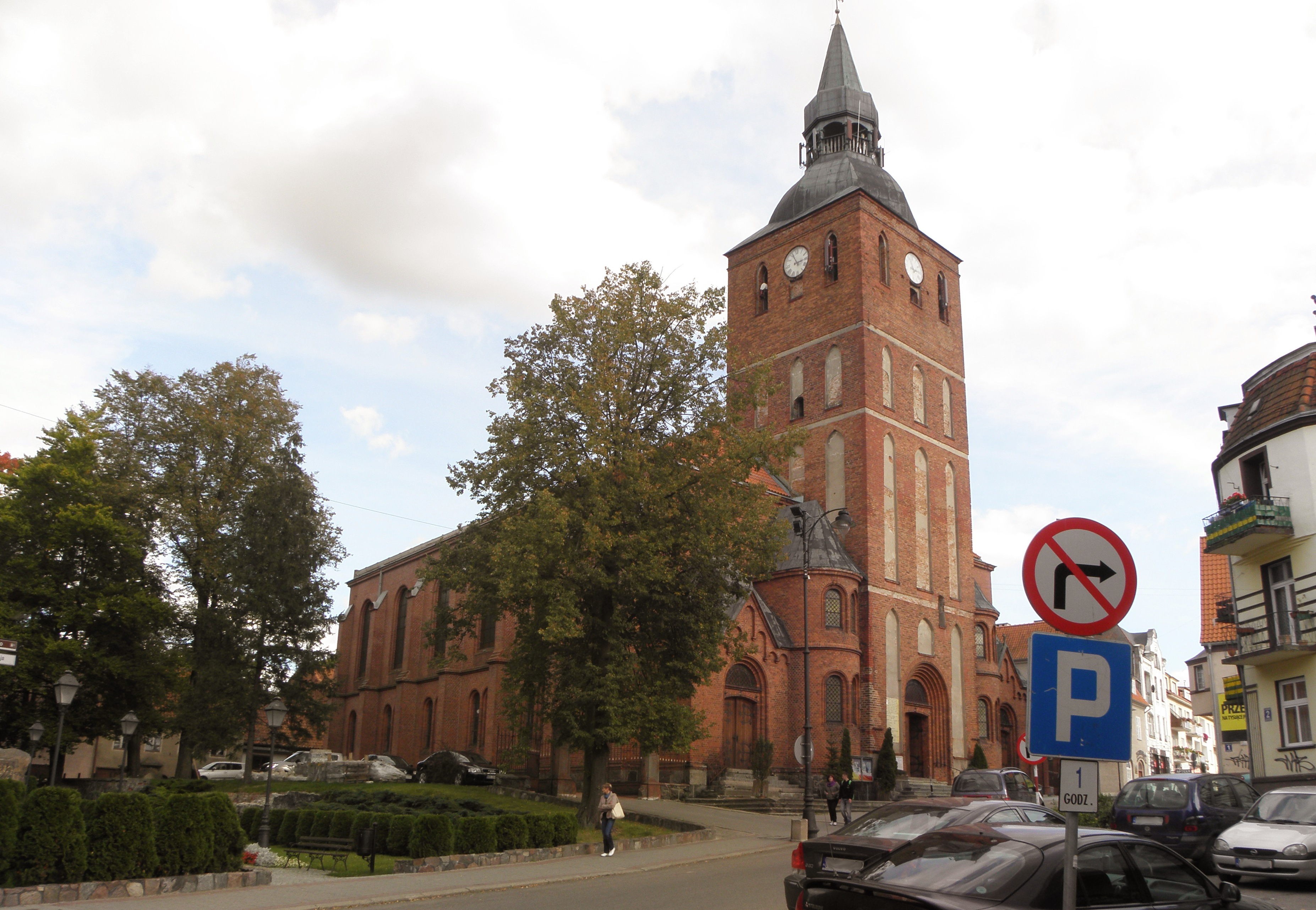
Kościół św. Jana Chrzciciela

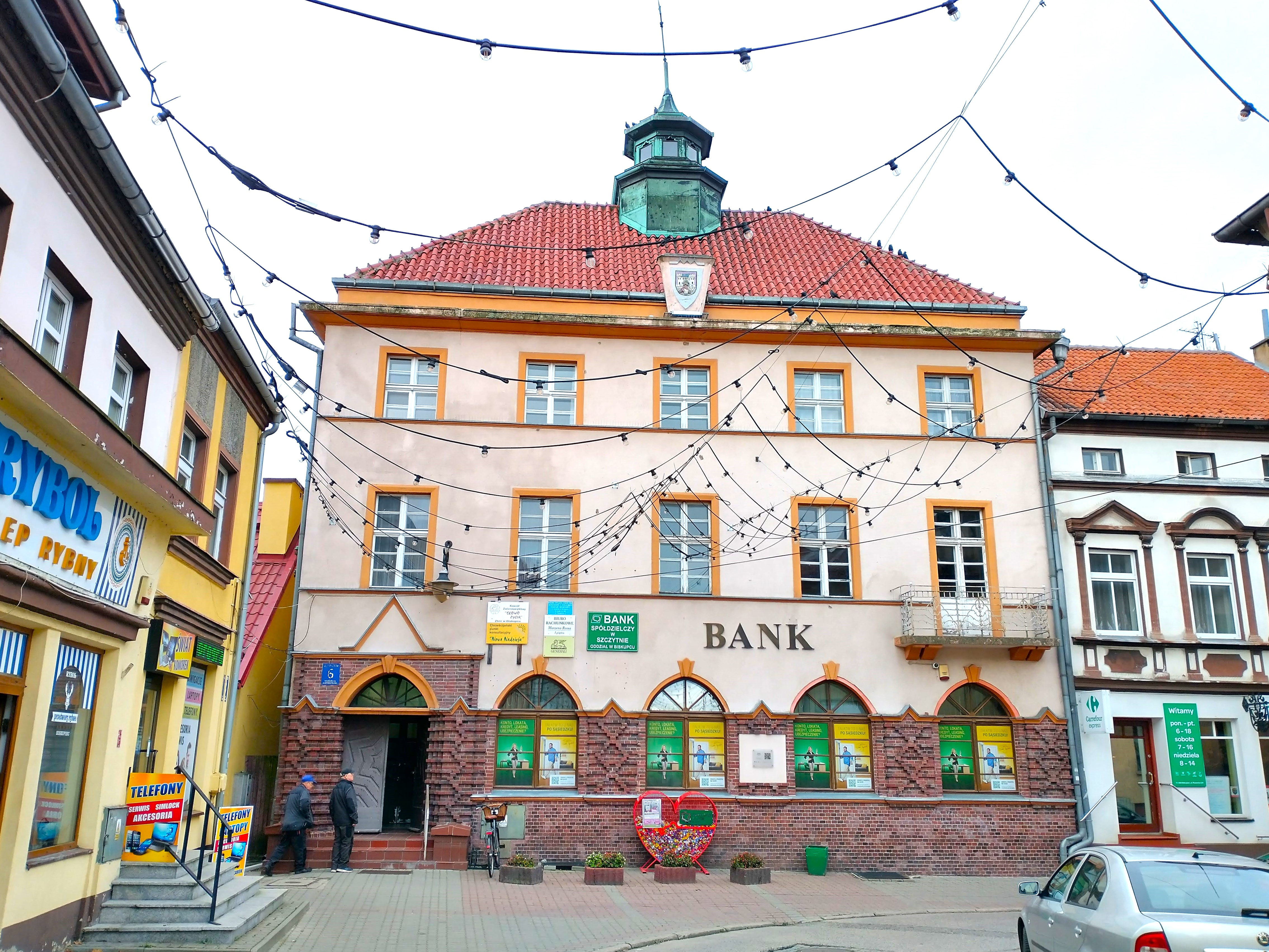
Dawny ratusz

- kościół pw. św. Jana Chrzciciela. Kościół farny w Biskupcu istniał już w czasie lokacji miasta w 1395 r. Pierwotnie była to świątynia halowa o wielkości obecnej nawy głównej. Kościół kilkakrotnie był niszczony przez pożary i odbudowywany. W roku 1505 biskup Łukasz Watzenrode na odbudowę kościoła w Biskupcu przeznaczył cegłę z rozebranego w Lidzbarku szpitala św. Ducha. Konsekracji kościoła w 1580 r. dokonał biskup Marcin Kromer. Kościół po kilkukrotnych przebudowach i pożarze w 1766 r. otrzymał kształt trójnawowej hali. Kościół był powiększany jeszcze w późniejszym okresie. Obecny kształt świątyni jest wynikiem odbudowy po zniszczeniach w 1945 r. Z dawnego wyposażenia kościoła zachowała się wieczna lampka z 1740 r. i misa chrzcielna z XVI w. W dobrym stanie dotrwał do naszych czasów fragment barokowego ogrodzenia z XVIII wieku.
- kościół pw. bł. Karoliny Kózkówny. Dawny kościół ewangelicki wybudowany w latach według projektu Friedricha Augusta Stülera w latach 1846–1848, wieża 1868–1872. Kościół wybudowano w formie neoromańskiej bazyliki emporowej. Odrestaurowany w latach 70. XX wieku, do 1991 użytkowany przez Wojewódzki Ośrodek Postępu Rolnego. Obecnie użytkowany jest przez parafię katolicką. Proboszczem jest ks. Krzysztof Brodzik.
- średniowieczny gotycki układ przestrzenny starego miasta
- zespół kamieniczek przy ul. Floriańskiej, mur. XIX w.
- kamieniczki na ul. Pionierów i Mazurskie Przedmieście, XIX/XX w.
- dawny ratusz z 1895 r.
- starostwo, 1908 r. (obecnie Urząd Miejski)
- kaflarnia, 1865 r. (obecnie restauracja)
- dawny szpital, 1887 r. (obecnie gimnazjum katolickie)
- wieża ciśnień, murowana, 1912–1913
- warmińskie kapliczki i krzyże przydrożne z XIX i początku XX w.
- kapliczka przykościelna (kościół św. Jana) XVIII w.
- browar, 1885 r. (w 2014 roku przejęty przez Browary Regionalne Jakubiak)
- gmach Liceum Ogólnokształcącego
- gmach Szkoły Podstawowej nr 3
- budynek internatu

Wybrane zabytkowe kamienice Biskupca:
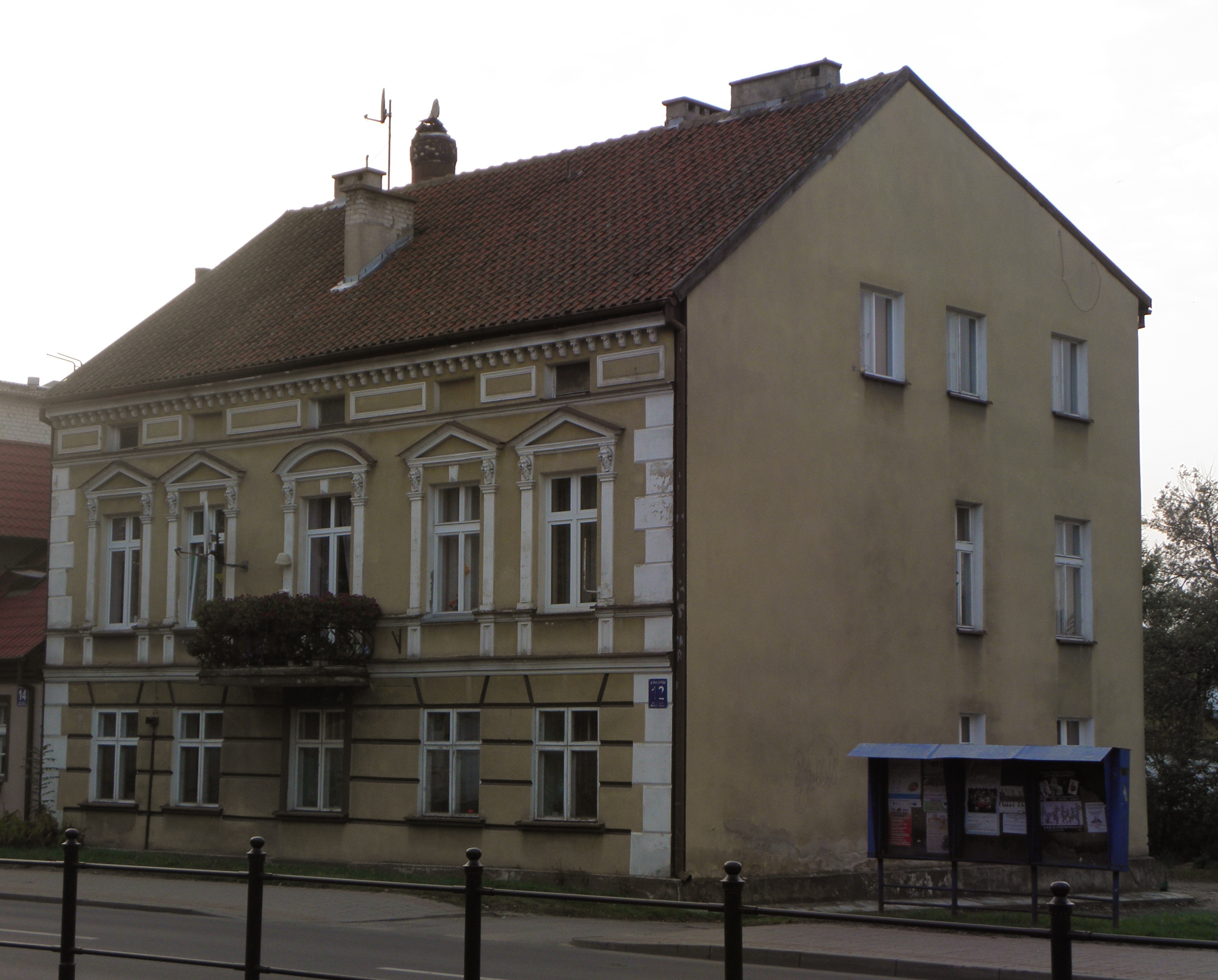
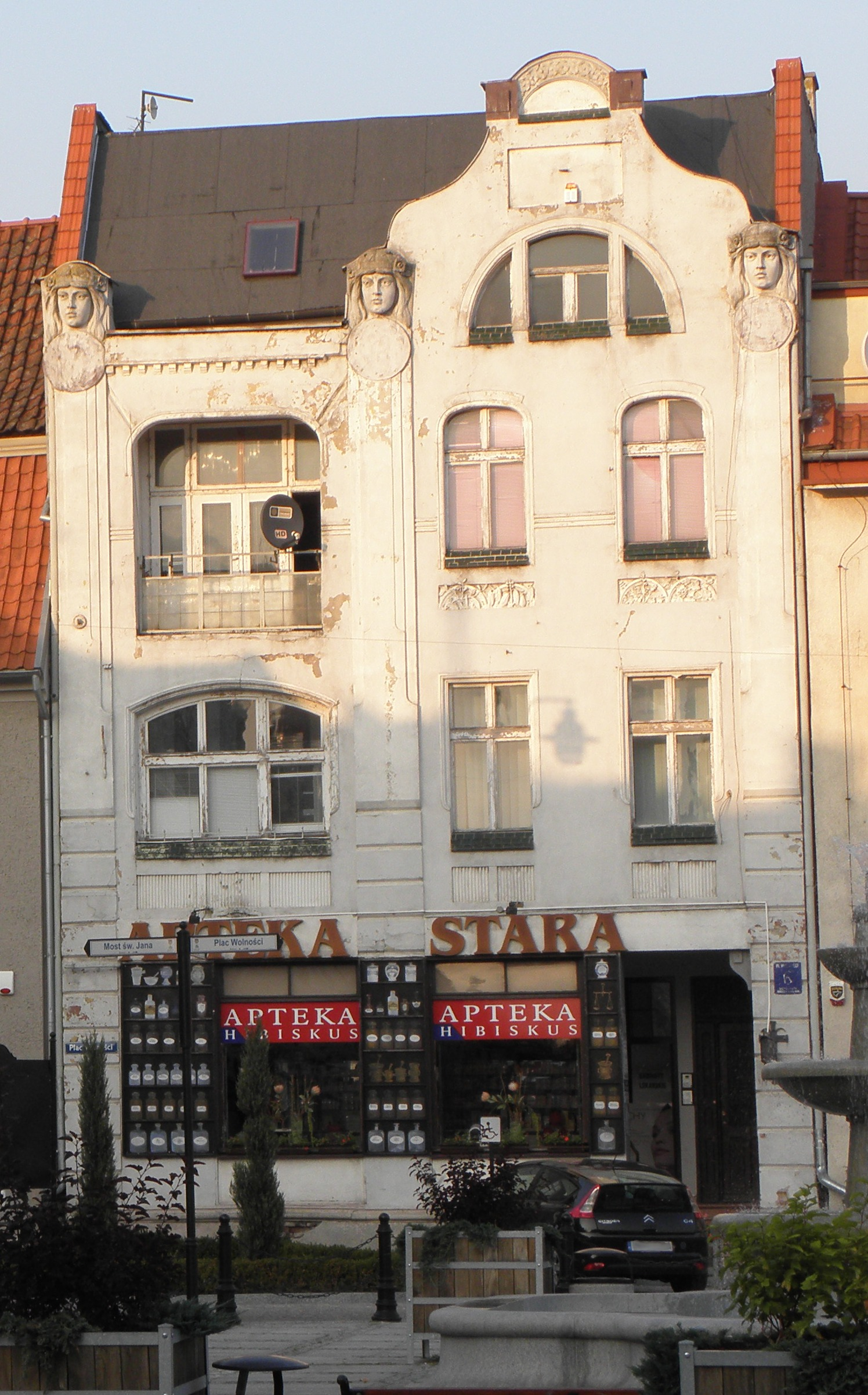
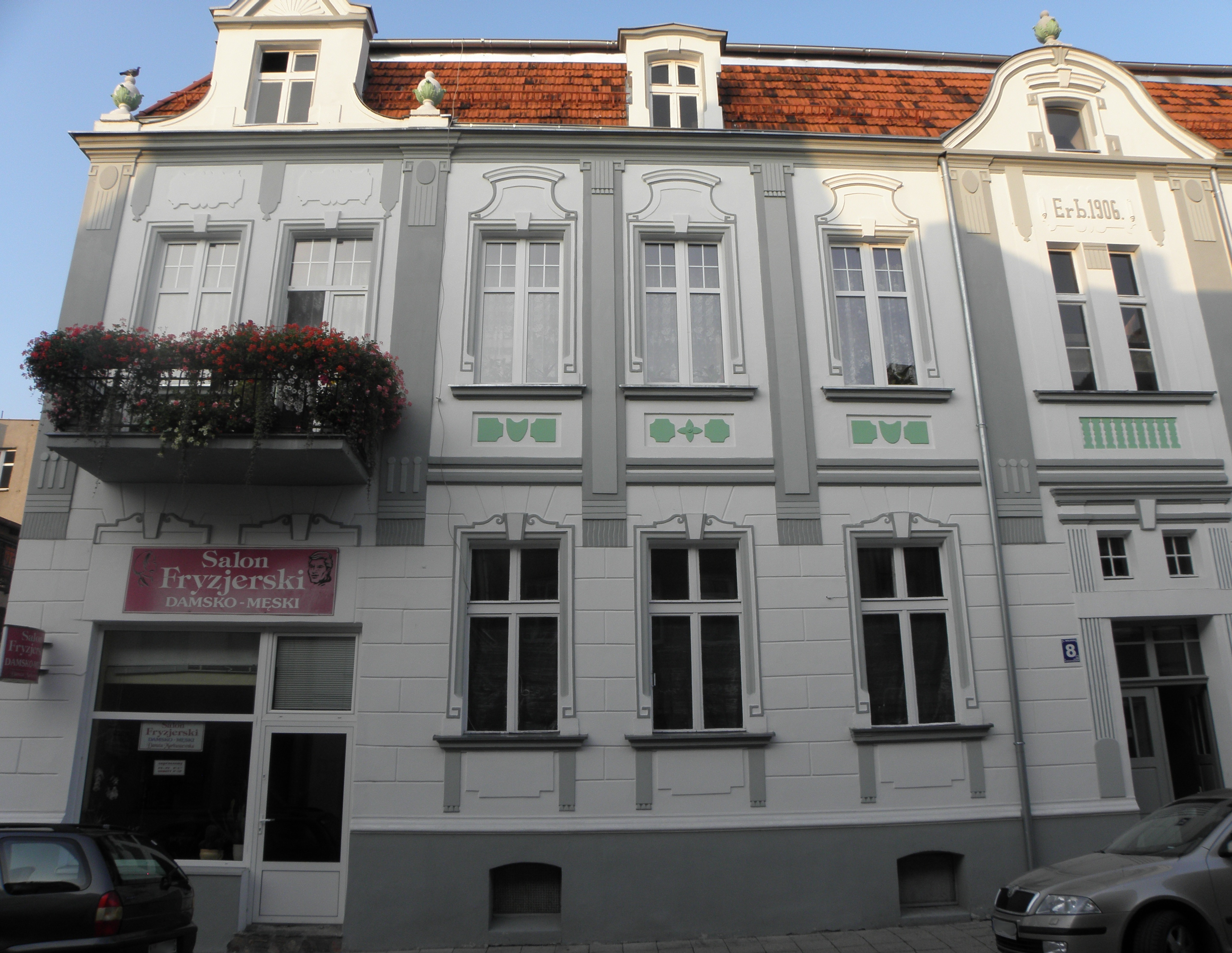
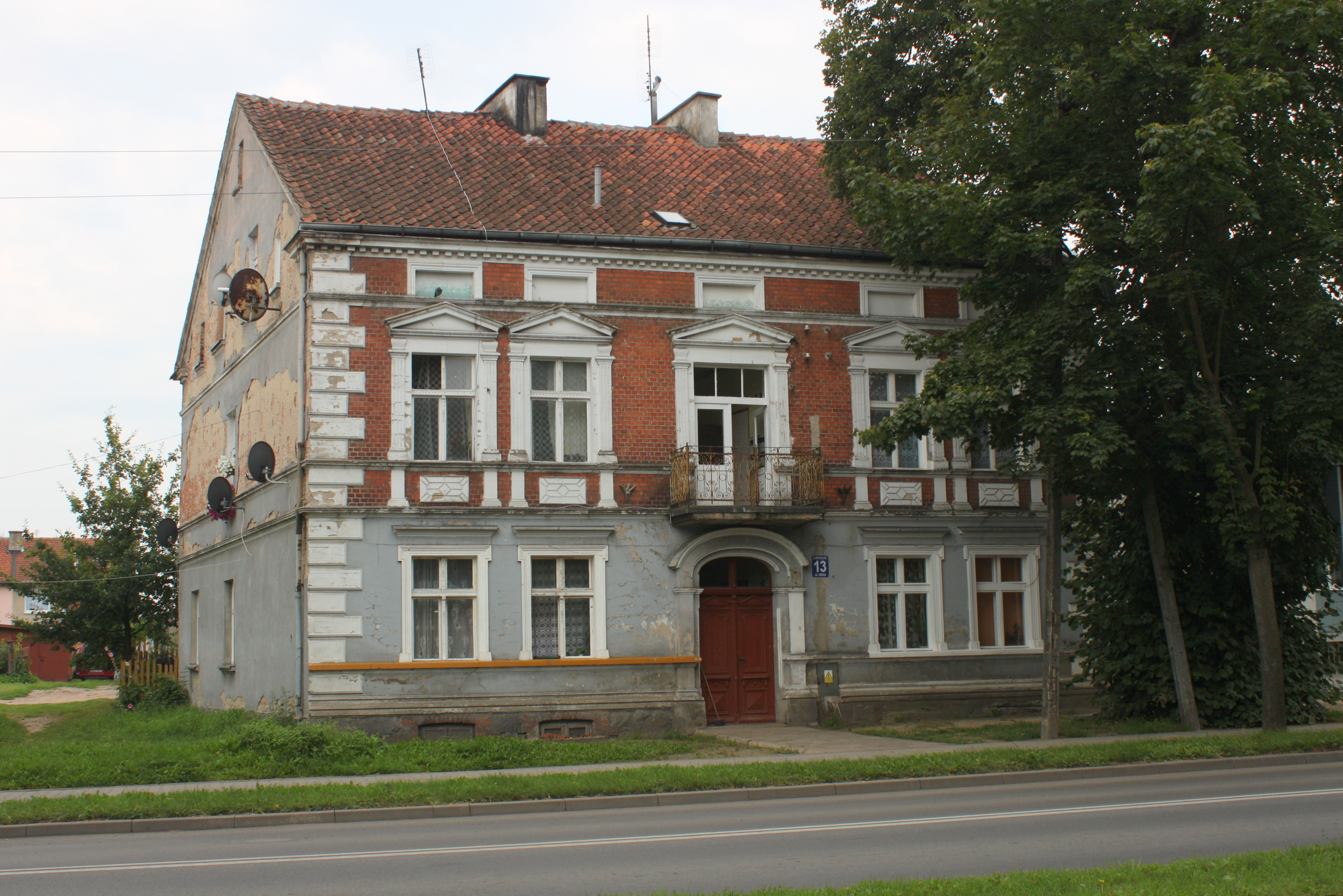
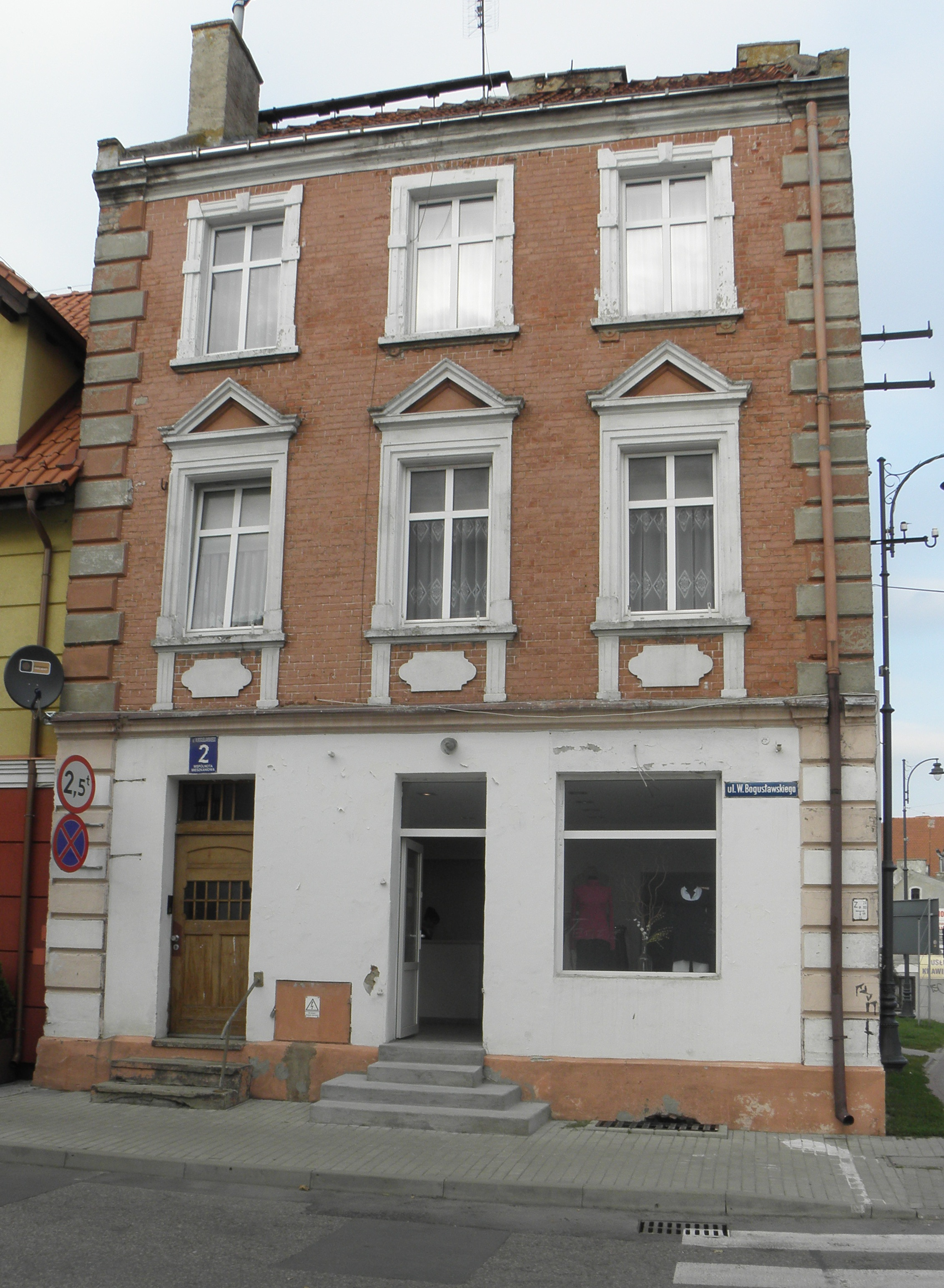
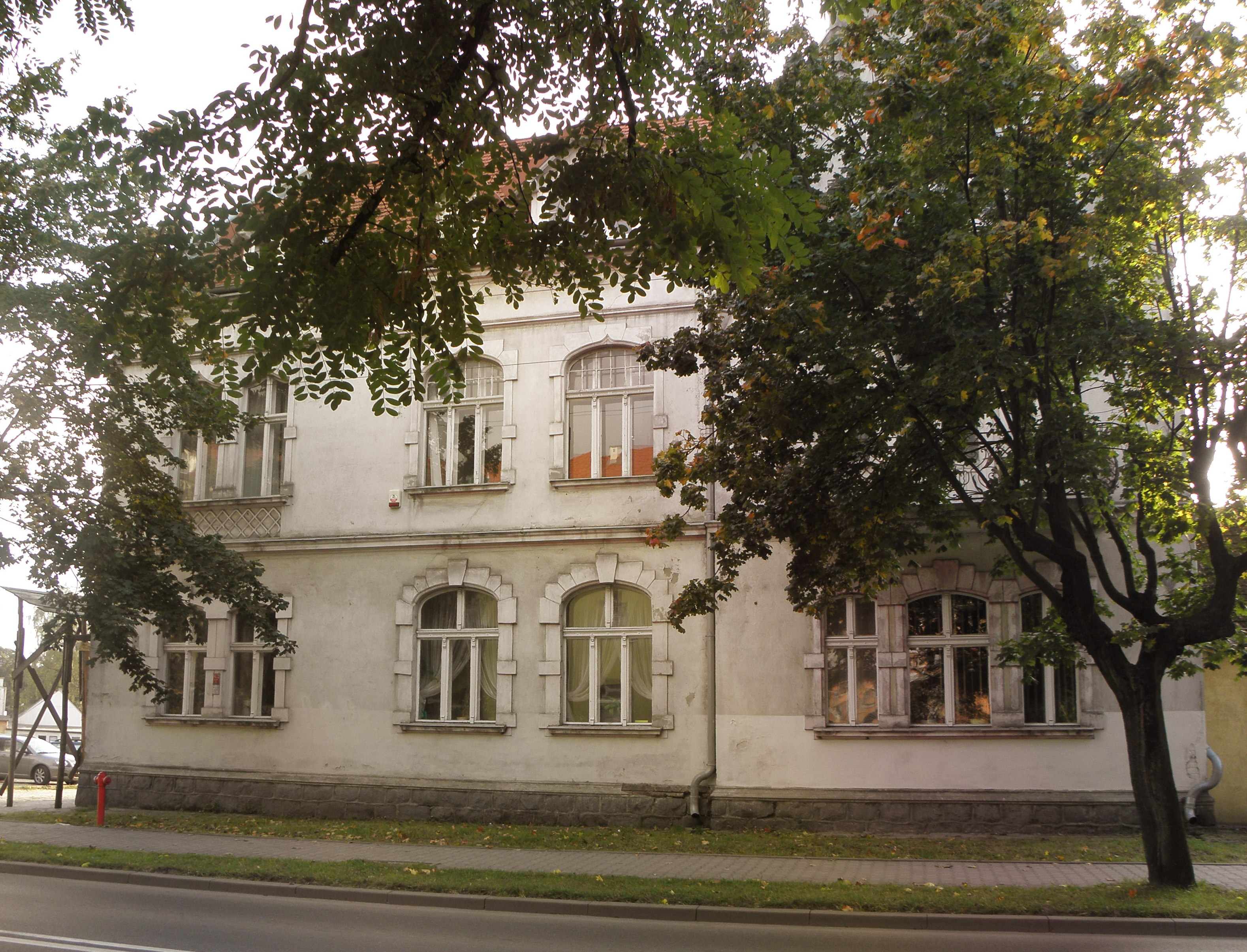
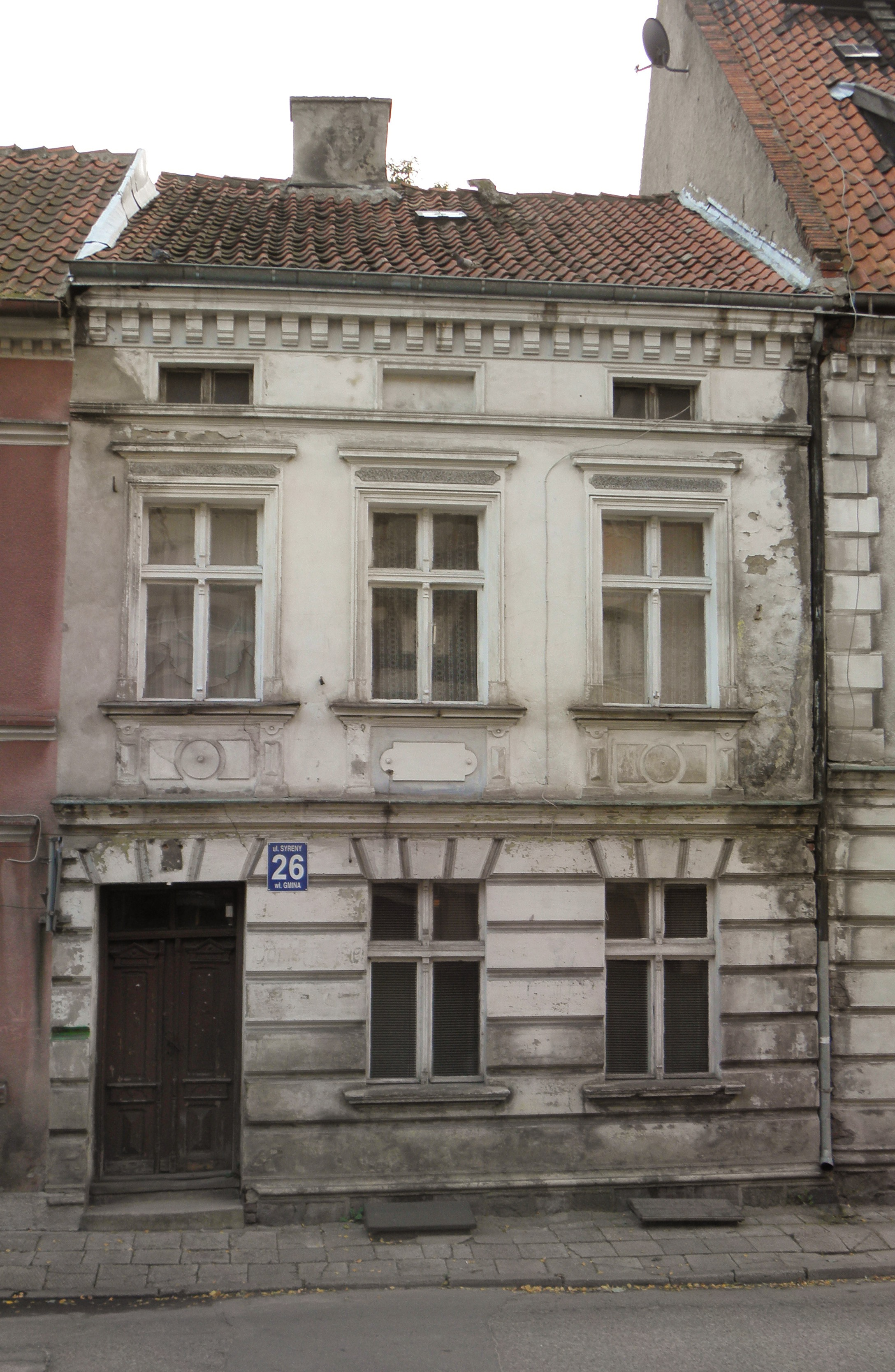

## Transport
W mieście krzyżują się drogi krajowe i wojewódzkie:
- Droga krajowa nr 16: Grudziądz – Ostróda – Olsztyn – Mrągowo – Ełk – Ogrodniki
- Droga krajowa nr 57: Pułtusk – Maków Mazowiecki – Przasnysz – Szczytno – Biskupiec – Bisztynek – Bartoszyce
- Droga wojewódzka nr 590: Barciany – Korsze – Reszel – Biskupiec
- Droga wojewódzka nr 596: Biskupiec – Mnichowo

W mieście znajduje się stacja kolejowa Biskupiec Reszelski obsługująca ruch towarowy.
- Linia kolejowa nr 223: Czerwonka – Ełk

## Edukacja

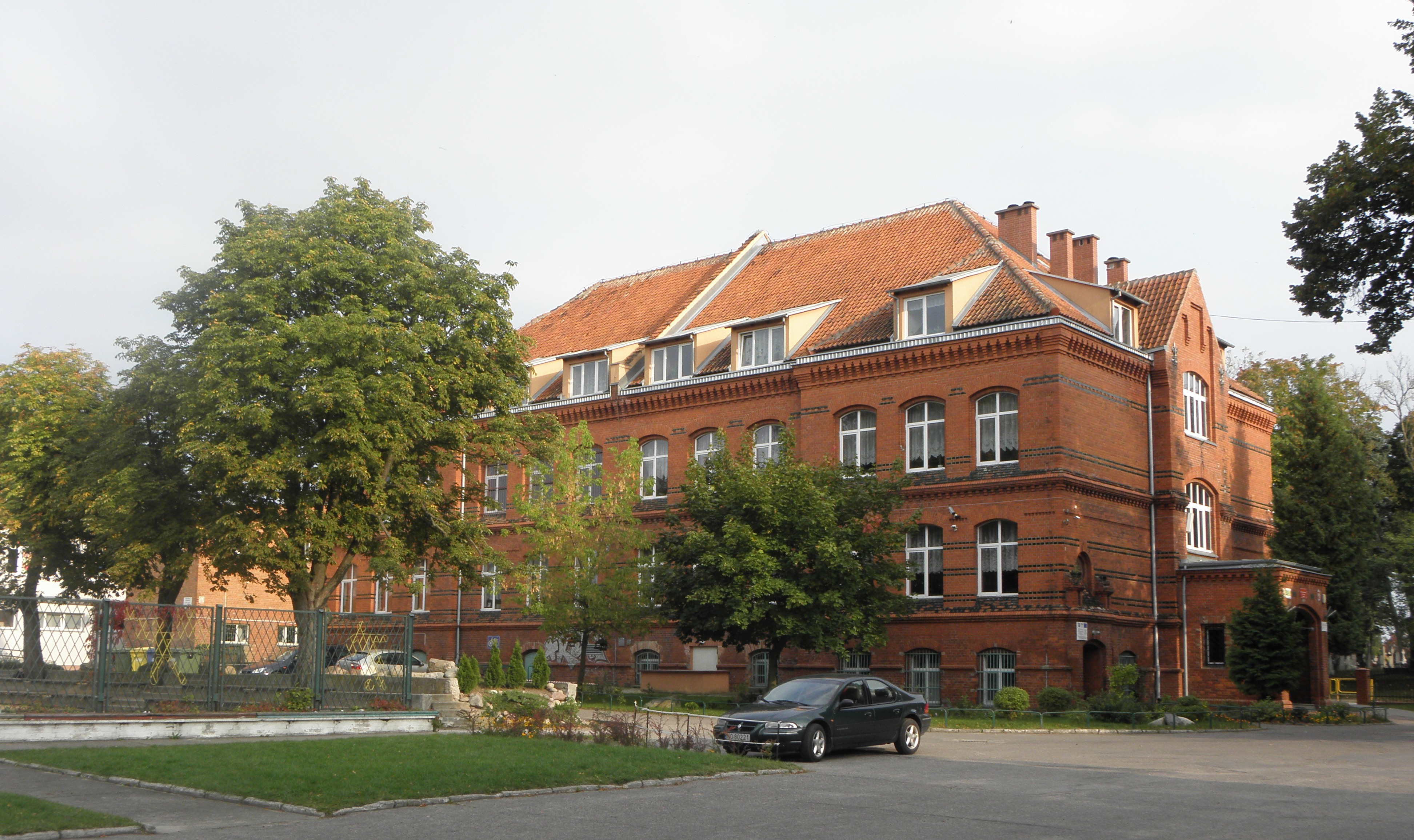
Szkoła Podstawowa nr 3

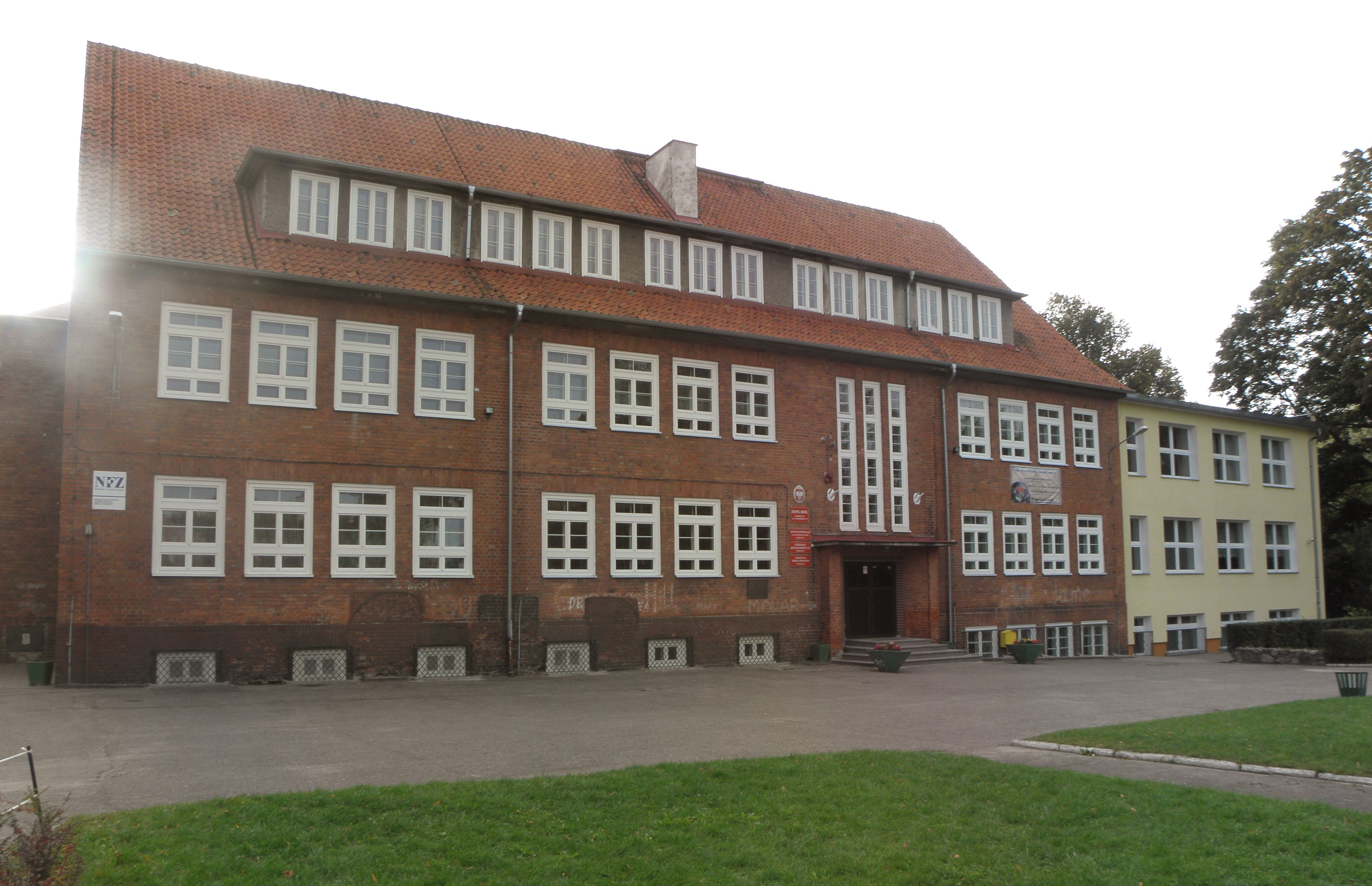
Liceum Ogólnokształcące im. Komisji Edukacji Narodowej, ul. Chrobrego 13

### Szkoły Podstawowe
- Publiczna Szkoła Podstawowa nr 2 im. mjr. Henryka Dobrzańskiego ps. Hubal
- Publiczna Szkoła Podstawowa nr 3 im. Orła Białego
- Niepubliczna Szkoła Podstawowa im. Janusza Korczaka

### Licea
- Liceum Ogólnokształcące im. Komisji Edukacji Narodowej
- Katolickie Liceum Ogólnokształcące im. Jana Pawła II
- Liceum Ogólnokształcące dla Dorosłych

## Wspólnoty wyznaniowe
Na terenie miasta działalność religijną prowadzą następujące kościoły i związki wyznaniowe:
- Kościół rzymskokatolicki:

- parafia św. Jana Chrzciciela i Narodzenia NMP
- parafia bł. Karoliny Kózkówny

- Kościół Ewangelicko-Augsburski:

- filiał parafii w Sorkwitach

- Kościół Zielonoświątkowy:

- zbór „Słowo Życia“

- Świadkowie Jehowy:

- zbór Biskupiec Reszelski.

## Sport
W mieście swą siedzibę ma klub piłkarski Tęcza Biskupiec. Aktualnie występuje w IV lidze warmińsko-mazurskiej. Działa tu też klub kolarski LKK Warmia Biskupiec.

## Media
W mieście działa kilka grup m.in.: Stowarzyszenie ProCultura, która wydaje Magazyn „Pod Tytułem”. W lokalnej telewizji Teletop emitowany jest program o mieście i gminie Biskupiec „Magazyn Informacji Miejskich” („MIM”). Biskupiec jest aktywny również w internecie, prowadzone są dwa serwisy pod adresem biskupiec.com.pl i ebiskupiec.pl, oraz serwis UMiG biskupiec.pl. Istnieje także Biskupieckie Forum Internetowe biskupiec.home.pl.